# Aprionus dissectus
Aprionus dissectus is een muggensoort uit de familie van de galmuggen (Cecidomyiidae). De wetenschappelijke naam van de soort is voor het eerst geldig gepubliceerd in 1990 door Mamaev & Berest.